# 二稜貝屬
二稜貝屬（學名：Digonella）是齊勒貝科齊勒貝亞科下已滅絕的一個屬，生存在中侏羅紀的海洋中，利用短小的肉莖附著在軟泥或石灰泥沉積中的貝殼碎片上。牠們的化石大量存在於顆粒質地較細的淺海石灰岩中，

## 特徵
體型由相對較小到中等大小，殼形為長而橢圓的袋狀。兩殼凸起，殼的前部最寬。殼頂朝後方向漸趨扁平，腹殼短小而彎曲，有一巨大的孔供肉莖進出。前緣的閉合線是直的。殼表除了一些非常纖細的生長線外，沒有任何其他飾紋。

## 物種[2]
- Digonella boylani Feldman & al., 2001
- Digonella divionensis Deslongchamps, 1880
- Digonella moeschi Mayer, 1867

## 外部連結
- Digonella in the Paleobiology Database